# Бельваль (Арденны)
Бельва́ль (фр. Belval) — коммуна во Франции, находится в регионе Шампань — Арденны. Департамент коммуны — Арденны. Входит в состав кантона Западно-центральный Мезьер. Округ коммуны — Шарлевиль-Мезьер.
Код INSEE коммуны — 08058.
Коммуна расположена приблизительно в 195 км к северо-востоку от Парижа, в 95 км севернее Шалон-ан-Шампани, в 6 км к западу от Шарлевиль-Мезьера.

## Население
Население коммуны на 2008 год составляло 225 человек.
| 1962 | 1968 | 1975 | 1982 | 1990 | 1999 | 2008 |
| ---- | ---- | ---- | ---- | ---- | ---- | ---- |
| 114  | 120  | 107  | 140  | 156  | 197  | 225  |

## Экономика
В 2007 году среди 144 человек в трудоспособном возрасте (15—64 лет) 114 были экономически активными, 30 — неактивными (показатель активности — 79,2 %, в 1999 году было 76,2 %). Из 114 активных работали 108 человек (56 мужчин и 52 женщины), безработных было 6 (2 мужчин и 4 женщины). Среди 30 неактивных 12 человек были учениками или студентами, 13 — пенсионерами, 5 были неактивными по другим причинам.

## Фотогалерея

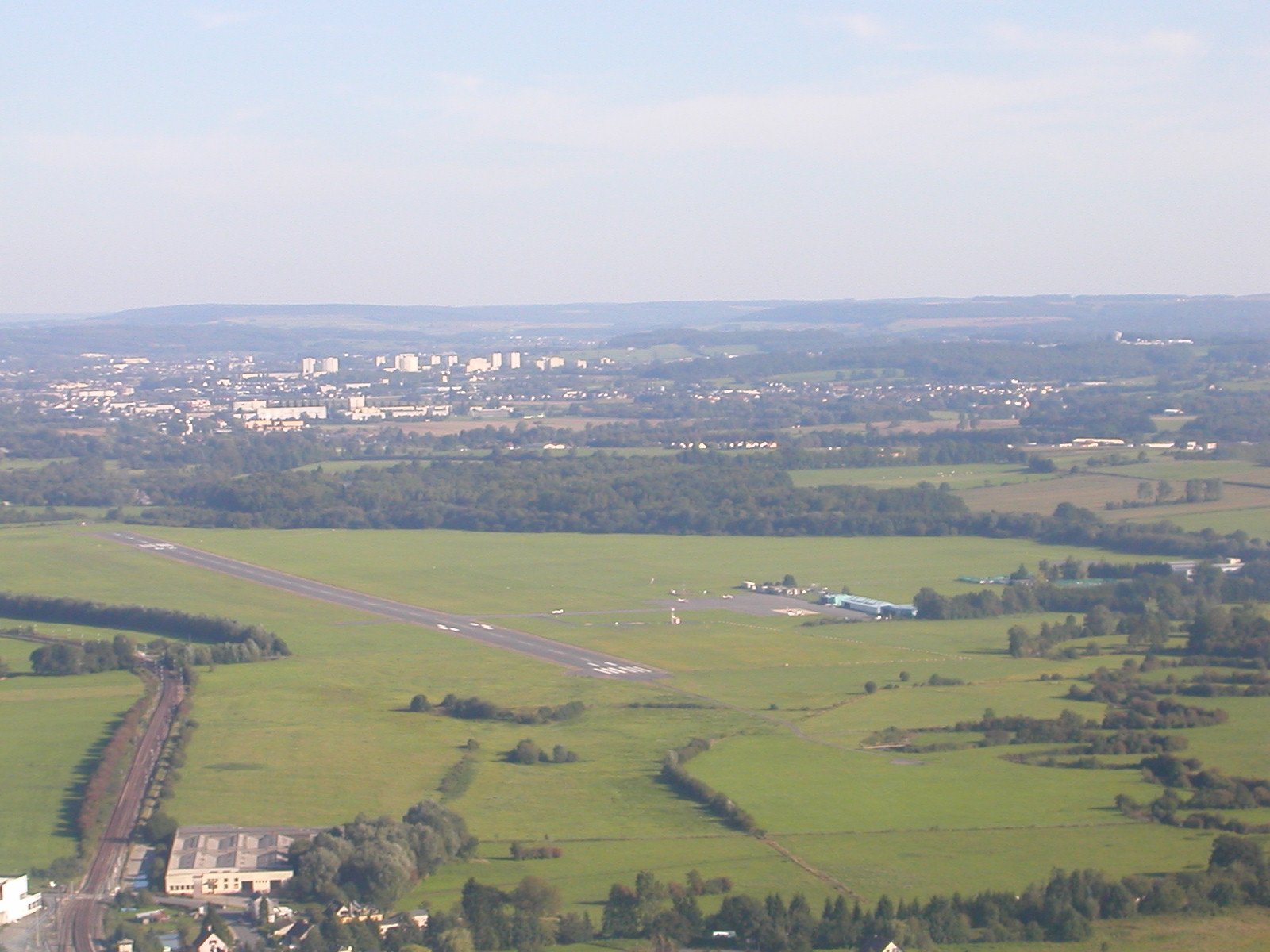
Аэропорт Шарлевиль-Мезьер-Бельваль
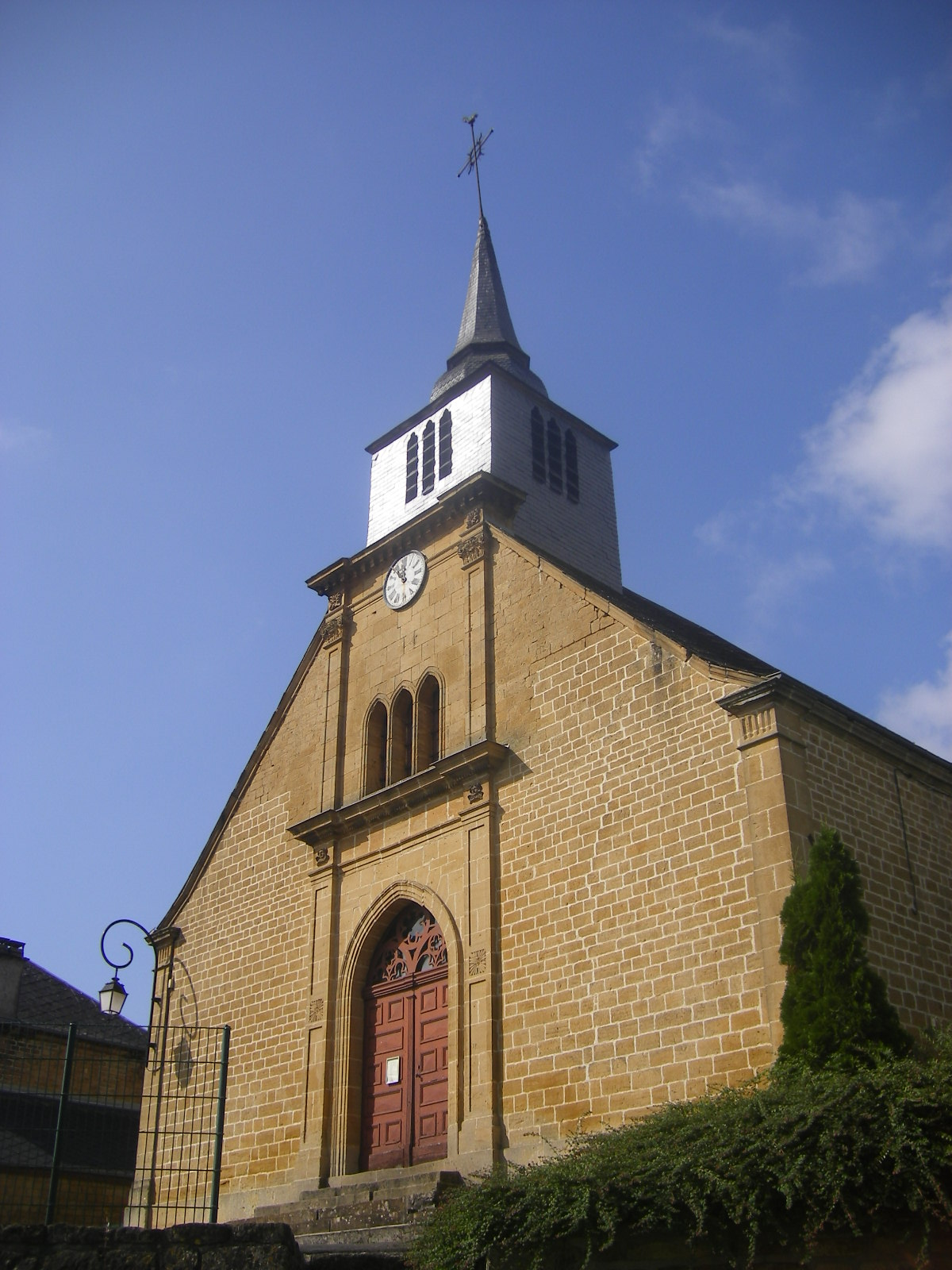
Церковь
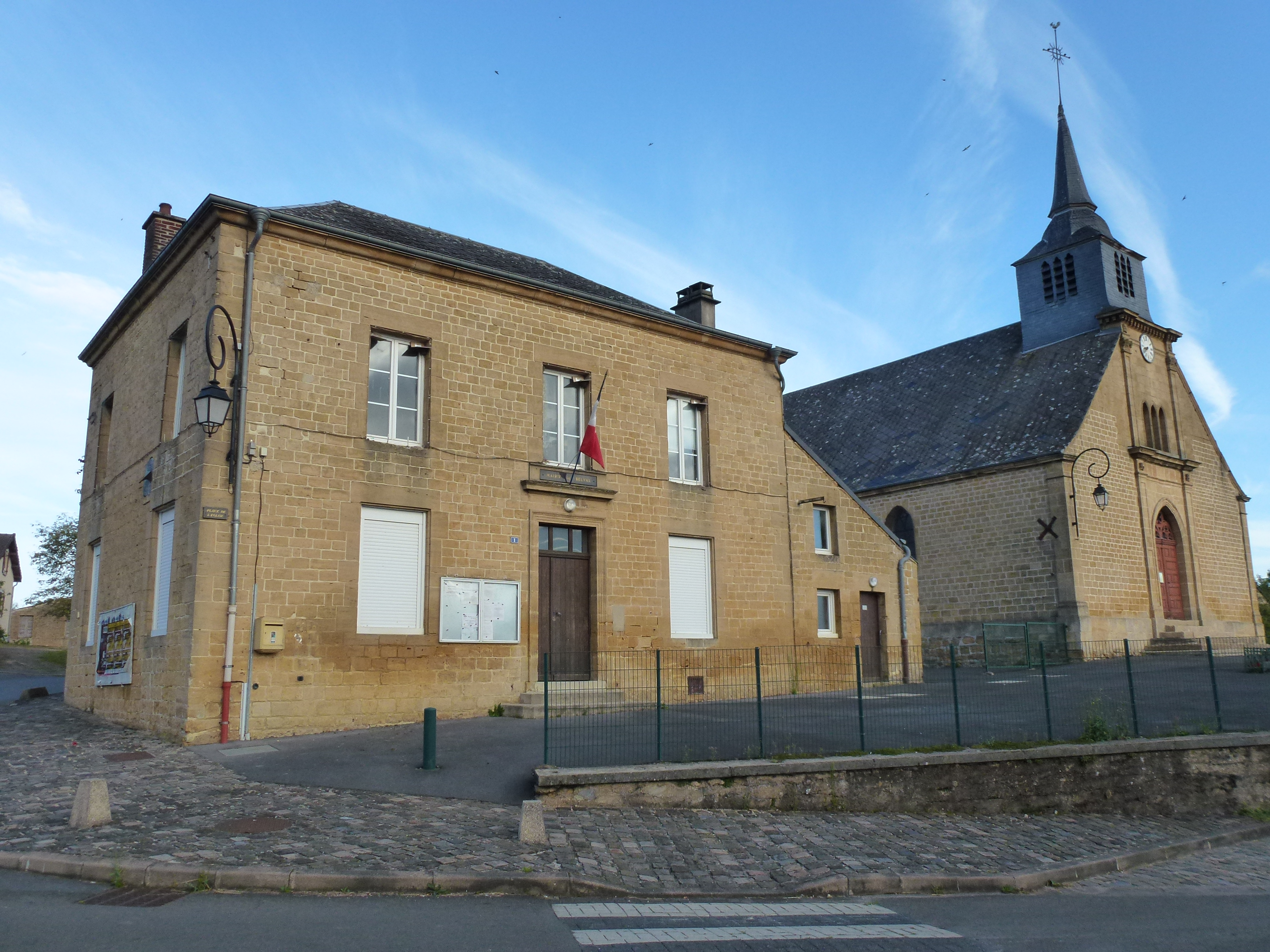
Мэрия и церковь
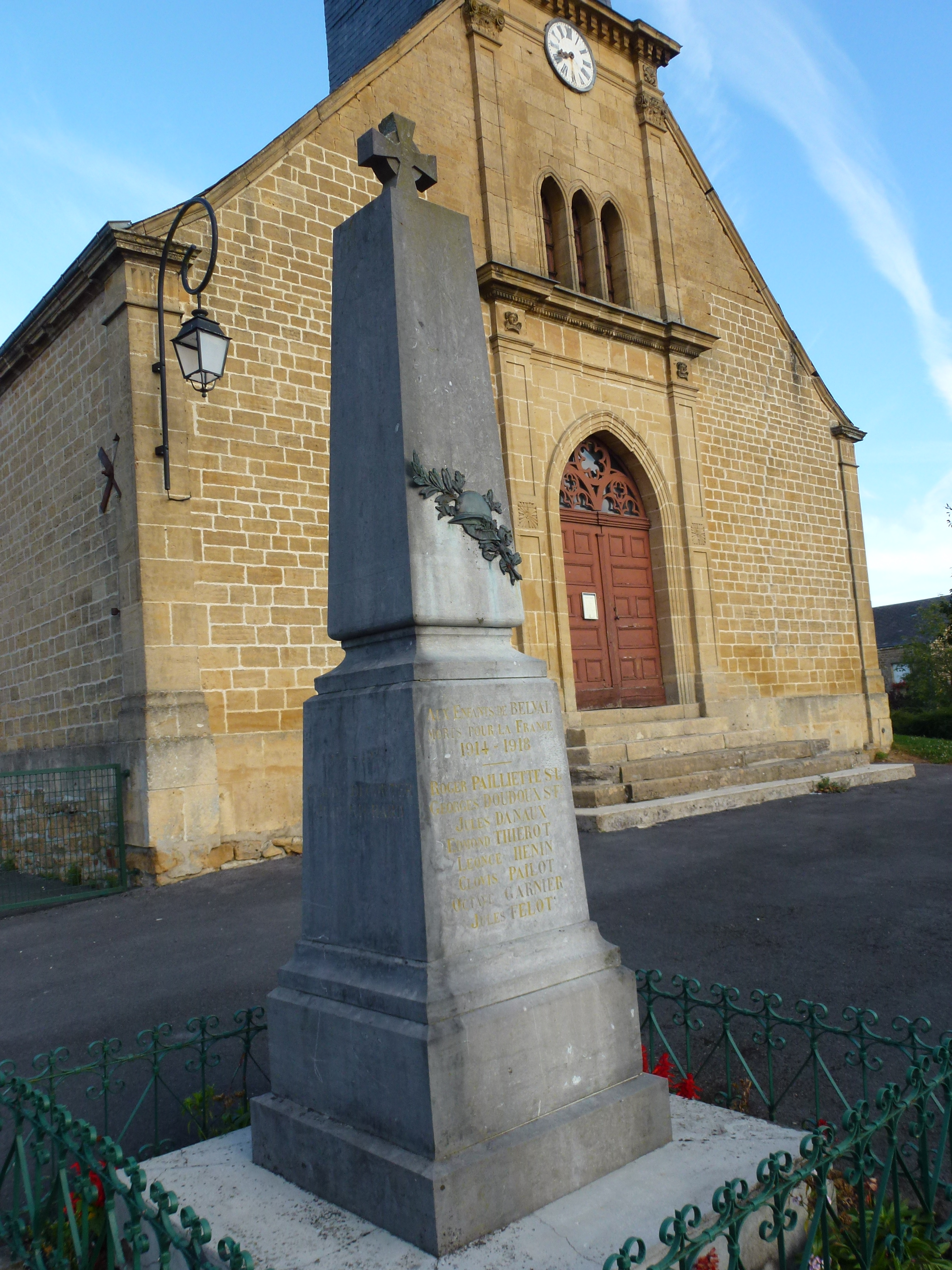
Памятник жителям Бельваля, погибшим в Первой мировой войне